# Нітін Кіртане
Нітін Кіртане (нар. 3 квітня 1974) — колишній індійський тенісист.
Найвищу одиночну позицію світового рейтингу — 540 місце досяг 24 лютого 2003, парну — 280 місце — 25 жовтня 1999 року.

## Юніорські фінали турнірів Великого шолома

### Парний розряд: 1 (1 поразка)
| Результат | Рік  | Турнір               | Покриття | Партнер       | Суперники                   | Рахунок       |
| --------- | ---- | -------------------- | -------- | ------------- | --------------------------- | ------------- |
| Поразка   | 1992 | Вімблдонський турнір | Трава    | Магеш Бгупаті | Скотт Дрейпер Стівен Балдас | 1–6, 6–4, 7–9 |

## Фінали ATP Челленджер і ITF Ф'ючерс

### Одиночний розряд: 1 (0–1)
| Легенда              |
| -------------------- |
| ATP Челленджер (0–0) |
| ITF Ф'ючерс (0–1)    |

| Фінали за покриттям |
| ------------------- |
| Тверде (0–1)        |
| Ґрунт (0–0)         |
| Трава (0–0)         |
| Килим (0–0)         |

| Результат | В-П | Дата     | Турнір              | Рівень  | Покриття | Суперник    | Рахунок       |
| --------- | --- | -------- | ------------------- | ------- | -------- | ----------- | ------------- |
| Поразка   | 0–1 | Лис 2082 | Індія F8, Давангере | Ф'ючерс | Тверде   | Харш Манкад | 1–6, 6–7(1–7) |

### Парний розряд: 6 (0–6)
| Легенда              |
| -------------------- |
| ATP Челленджер (0–0) |
| ITF Ф'ючерс (0–6)    |

| Фінали за покриттям |
| ------------------- |
| Тверде (0–2)        |
| Ґрунт (0–3)         |
| Трава (0–1)         |
| Килим (0–0)         |

| Результат | В-П | Дата     | Турнір             | Рівень  | Покриття | Партнер             | Суперники                       | Рахунок       |
| --------- | --- | -------- | ------------------ | ------- | -------- | ------------------- | ------------------------------- | ------------- |
| Поразка   | 0–1 | Тра 1998 | США F2, Віро-Біч   | Ф'ючерс | Ґрунт    | Ешлі Фішер          | Сімон Аспелін Кріс Тонц         | 3–6, 4–6      |
| Поразка   | 0–2 | Сер 1999 | Єгипет F1, Каїр    | Ф'ючерс | Ґрунт    | Сандіп Кіртане      | Дарін Кюрралл Ґленн Нокс        | 7–6, 2–6, 5–7 |
| Поразка   | 0–3 | Лис 2000 | Індія F4, Лакхнау  | Ф'ючерс | Трава    | Вішал Уппал         | Леслі Деміліані Даріо Піццато   | 2–6, 4–6      |
| Поразка   | 0–4 | Жов 2001 | Індія F5, Індаур   | Ф'ючерс | Ґрунт    | Суніл-Кумар Сіпаева | Срінатх Прахлад Аджай Рамасвамі | 3–6, 0–6      |
| Поразка   | 0–5 | Вер 2002 | Індія F5, Ченнай   | Ф'ючерс | Тверде   | Саурав Панджа       | Роган Бопанна Віджай Каннан     | 2–6, 3–6      |
| Поразка   | 0–6 | Лис 2002 | Індія F7, Нью-Делі | Ф'ючерс | Тверде   | Саурав Панджа       | Вішал Уппал Віджай Каннан       | 2–6, 4–6      |